# Bulldozer
Bulldozer é uma banda de black/speed metal da Itália formada em 1980.
Devido às obrigações com o serviço militar a banda se dissolveu em 1981 e voltou a atividade em 1984. Em novembro de 1984 a banda assinou com a Roadrunner Records, e no ano seguinte lançaram seu primeiro álbum, intitulado "The Day Of Wrath".
Sua última apresentação ocorreu em Milão, no dia 1 de dezembro de 1990. O fundador e baixista Dario Carria cometeu suicídio em 1988.
AC Wild e Panigada reativaram a banda em 2008, trazendo um novo baterista e lançando novo disco em 2009.

## Integrantes
- AC Wild  – Vocais (1984-1992, 2008–atualmente), baixo (1985-1992, 2008-2009), teclado(1987-1992)
- Andy Panigada – Guitarra (1980-1981, 1984-1992, 2008–atualmente)
- Ghiulz Borroni – Guitarra  (2009–atualmente)
- Manu – Bateria (2008–atualmente)
- GC – teclados  (2009-atualmente)
- Pozza – baixo (2011-atualmente)

### Ex-integrantes
- Dario Carria (1980-1985) – Baixo
- Erminio Galli (1983-1985) – Bateria
- "Don" Andras (1985-1987) – Bateria, vocais
- Rob "Klister" Cabrini (1987-1990) – Bateria

## Discografia
Álbuns de estúdio
- 1985 - The Day of Wrath
- 1986 - The Final Separation
- 1987 - IX
- 1988 - Neurodeliri
- 2009 - Unexpected Fate

Álbuns ao vivo
- 1990 - Alive... in Poland
- 2008 - Last Live Legend
- 2011 - Live At Rock Hard Festival
- 2012 - Alive in Poland 2011

Outros lançamentos
- 1984 - Fallen Angel (demo)
- 1992 - Dance Got Sick (EP)

Logotipo

- 1999 - The Years of Wrath 1983/1990 (box set)
- 2006 - Regenerated in the Grave (box set)
- 2013 - The Exorcism (coletânea)

DVDs
- 2013 - The NeuroSpirit Lives